# Подриння

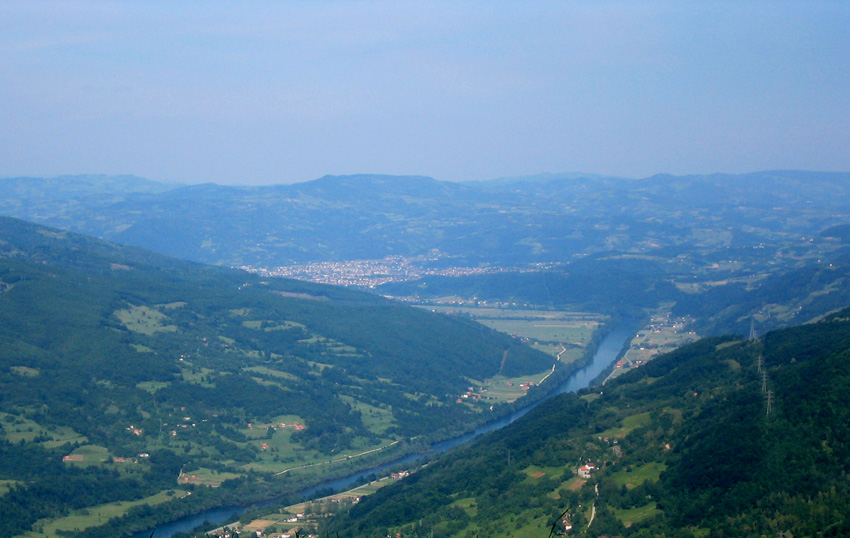
Долина річки Дрина, місто Баїна Башта

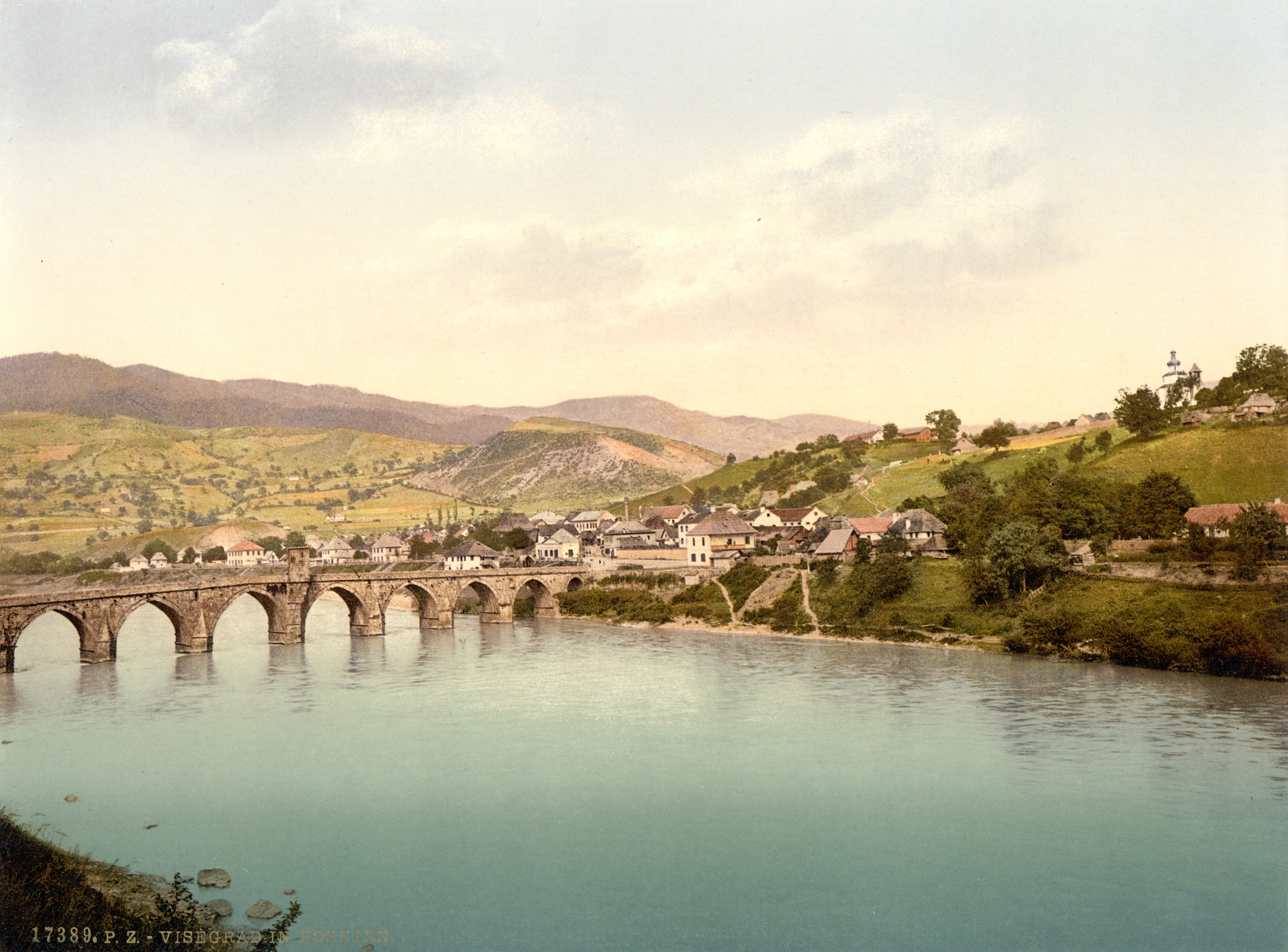
Міст через Дрину в місті Вишеград (близько 1890 року)

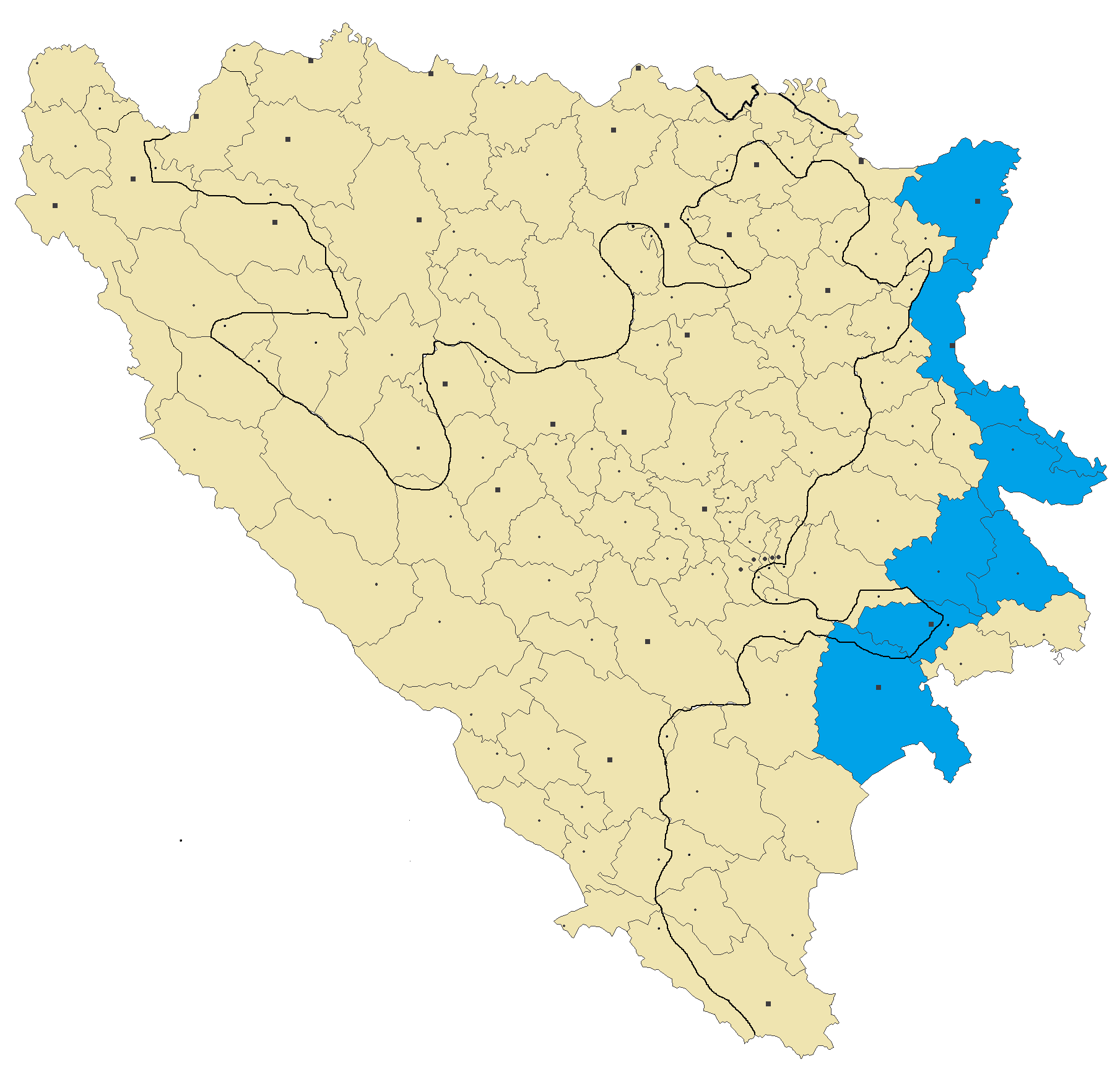
Громади Боснії і Герцеговини в регіоні Подриння

Подриння — географічний регіон Балканського півострова; слов'янська назва долини річки Дрина, що протікає територією Боснії і Герцеговини та Сербії.

## Економіко-географічне положення
Поблизу річки в сербській частині Подриння знаходиться кілька макрорегіонів: Азбуковиця, Ядар, Лешниця і Мачва, в боснійській частині — Семберія і Бирач. На півночі межею Подриння є Посавина. Подриння складається з різних порід, зокрема й магматичного походження, з покладами корисних копалин у Крупані, Заячі, Зворнику, Власениці, Сребрениці і Братунаці (сурма, свинець, цинк, боксити тощо). Подриння є загалом слабкорозвиненим з економічної точки зору, вигідним для ведення сільського господарства і вироблення енергії (діють ГЕС Баїна-Башта, Зворник і Вишеград), оскільки Дрина є найбільшою річкою країн колишньої СФРЮ, придатною для вироблення електроенергії.
У Подринні вирощують ягоди (малина і ожина), особливо в районі Братунаця і Любовії. Промисловість також досить розвинена, але хороші транспортні лінії відсутні: є дороги тільки від Шабаця до Зворника і до Баїни-Башти через Любовію. Частина долини Дрини з каньйонами і ущелинами непридатна для будівництва доріг. Регіон у цілому малонаселений, єдине велике місто на території Сербії — Лозниця, а також Вишеград і Сребрениця (в Боснії і Герцеговині). Три природних курорти: Баня-Ковиляча (Сербія), Сребреницька Баня і Вишеградська Баня (Боснія і Герцеговина).

## Історія
Подринський округ від 1918 до 1922 року зі столицею в Шабаці був одним з округів КСХС, знаходився на північному заході Шумадії і Західної Сербії. Від 1922 до 1929 року Подринська область перебувала приблизно на тій самій території зі столицею в Шабаці, а 1929 року засновано Дринську бановину зі столицею в Сараєві. Бановина включала захід Сербії і схід Боснії і Герцеговини.
Після розгрому Югославії територію Бановини розділили між НДХ і військовою адміністрацією Сербії. 1941 року об'єднані сили партизанів і четників (ще до розколу) в ході боїв за Баню-Ковилячу і Лозницю витіснили на деякий час звідти німців, і партизани заснували Ужицьку республіку — першу звільнену від німців своїми силами територію в Європі (без урахування СРСР). Німці в кінці 1941 року розгромили республіку, і партизани пішли в Боснію і Герцеговину. Звільнення території завершилося до кінця 1944 — початку 1945 року.
Під час Боснійської війни в Подринні було вбито багато мусульман, багато з них втекли. Вважається, що частина з них загинула під час трагедії в Сребрениці, у вчиненні якої звинувачують військових Республіки Сербської. Згідно з Сараєвським центром досліджень і документації при проєкті Боснійського атласу загиблих, саме в Подринні загинуло найбільше цивільних: з 97207 офіційно загиблих у Боснійській війні, за оцінками Мірсада Токача 2007 року, 28666 жертв відносяться до подій в Подринні.
В наші дні Боснійсько-Подринський кантон (Федерація Боснії і Герцеговини) носить ім'я регіону.

## Міста
Боснія і Герцеговина (Республіка Сербська; Боснійсько-Подринський кантон Федерації Боснії і Герцеговини)

- Сребрениця
- Братунаць
- Фоча
- Горажде
- Жепа
- Вишеград
- Власениця
- Рогатиця
- Зворник
- Яня[sr]

 Сербія (Мачванський округ; Златиборський округ)

- Баїна-Башта
- Баня-Ковиляча
- Любовія
- Лозниця
- Малий Зворник